# Oona Yliuntinen
Oona Yliuntinen (1992) è una giocatrice di football americano finlandese, che gioca come wide receiver per le Oulu Northern Lights..